# NGC 1600
NGC 1600 は、エリダヌス座の楕円銀河 で、2億光年(6100万パーセク)の距離にある。

## 概要
この銀河はNGC 1601やNGC 1603のような30ほどの小さな伴銀河を持っているが、他の銀河からは孤立している。輝度等高線は箱型で、ほとんど回転していない。Hα線は星形成が現在行われている可能性を示している。また、この銀河はX線の放出源として知られている。NGC 1600は40億年前に銀河が合体してできたものだと考えられている。この銀河の年齢はおよそ46億から88億年であると推定されている。

## 超大質量ブラックホール
NGC 1600は銀河の中心のブラックホールの影響で、中心の周辺に星が広く分布している。NGC 1600のサイズは銀河としては典型的なものであるが、2016年、その中央に質量が170億太陽質量に達するブラックホールが見つかった。既知のものでは最も大きい部類であり、銀河のまばらな領域でこれほど巨大なブラックホールが見つかるのは異例であった。従来、超大質量ブラックホールは銀河が密集した領域の中心でのみ発見されており、NGC 1600が属する銀河群はそのような密集領域ではなかった。この発見は、他にもまばらな領域に巨大ブラックホールが存在する可能性を示すと同時に、これまで考えられてきた以外の方法でブラックホールが形成される可能性があることを示唆している。

## ギャラリー

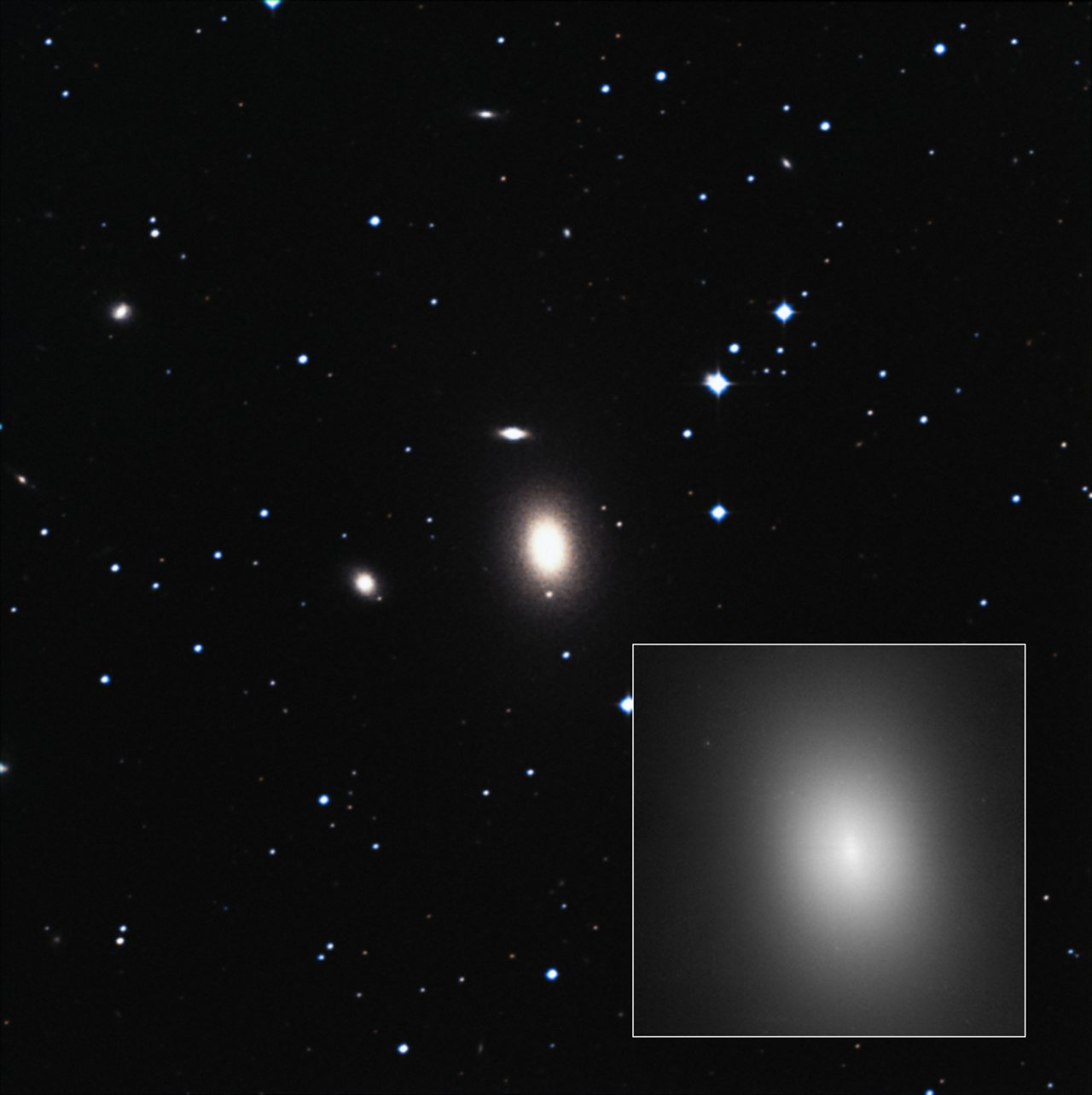
楕円銀河NGC1600は地球から2億光年ほど離れている[5]。